# Distretto di Asia
Il distretto di Asia è uno dei sedici distretti della provincia di Cañete, in Perù. Si trova nella regione di Lima e si estende su una superficie di 279,36 chilometri quadrati.
Istituito il 24 luglio 1964, ha per capoluogo la città di Asia.